# Santa Rita (Paraguay)
Santa Rita es un distrito ubicado en el departamento de Alto Paraná, a unos 70 km al sur de la capital departamental Ciudad del Este y a unos 340 km de la capital de la República, Asunción.
Fue fundada en 1973 por el Osvino Schneider alemán nacido en  Brasil, pero aun así actualmente es una colonia con mayor influencia alemana, ya que luego de su fundación recibió gran cantidad de emigrantes alemanes. Es la zona de mayor producción sojera del país y polo de los agronegocios en la región sur del Alto Paraná. Es una de las ciudades con mayor dinamismo del país, en un corto tiempo creció de manera sorprendente y no muestra signos de detener su marcha.

## Historia
Fundada en 1973 en sus inicios fue una colonia con la llegada de inmigrantes, principalmente alemanes nacidos en Brasil, por la política de aquel entonces de ampliar la frontera agrícola y avanzar hacia el este; se convirtió en distrito el 4 de diciembre de 1989 por Ley 58/90 sancionada por el Congreso y promulgada por el Poder Ejecutivo el 16 de enero de 1990.
Anteriormente se conocía también con el nombre de Santa Rita del Monday.
En 1973 Adelino Vettorello y Heitor Pereira compraron del entonces IBR, estas tierras para establecer una colonia de inmigrantes. La colonización se conoció como "Itaipú Amalisa". Ese mismo año fueron loteadas y vendidas a los primeros colonos alemanes que se asentaron provenientes principalmente de los estados brasileños de Paraná, Santa Catarina y Río Grande del Sur. Se establecieron en un área denominada "Esquina Gaucha", uno de los barrios más antiguos de la ciudad.
Por ser una ciudad joven no cuenta con monumentos históricos pero si con monumentos dedicados a la agricultura que están esparcidos por buena parte de la ciudad.

## Geografía

### Clima
La temperatura media anual es de 21 °C; la máxima llega a 38 °C y la mínima a 0 °C. La cantidad anual más alta del país en precipitación pluvial se da en la región de Alto Paraná. Suele tener veranos cálidos e inviernos frescos.

## Demografía
Según datos proveídos por el censo paraguayo de 2022, la ciudad cuenta con 27 249 habitantes. Aproximadamente el 46% de los habitantes de la ciudad son inmigrantes de alemanes nacidos en Brasil, el 52% paraguayos, 1% argentinos y 1% alemanes.

### Barrios

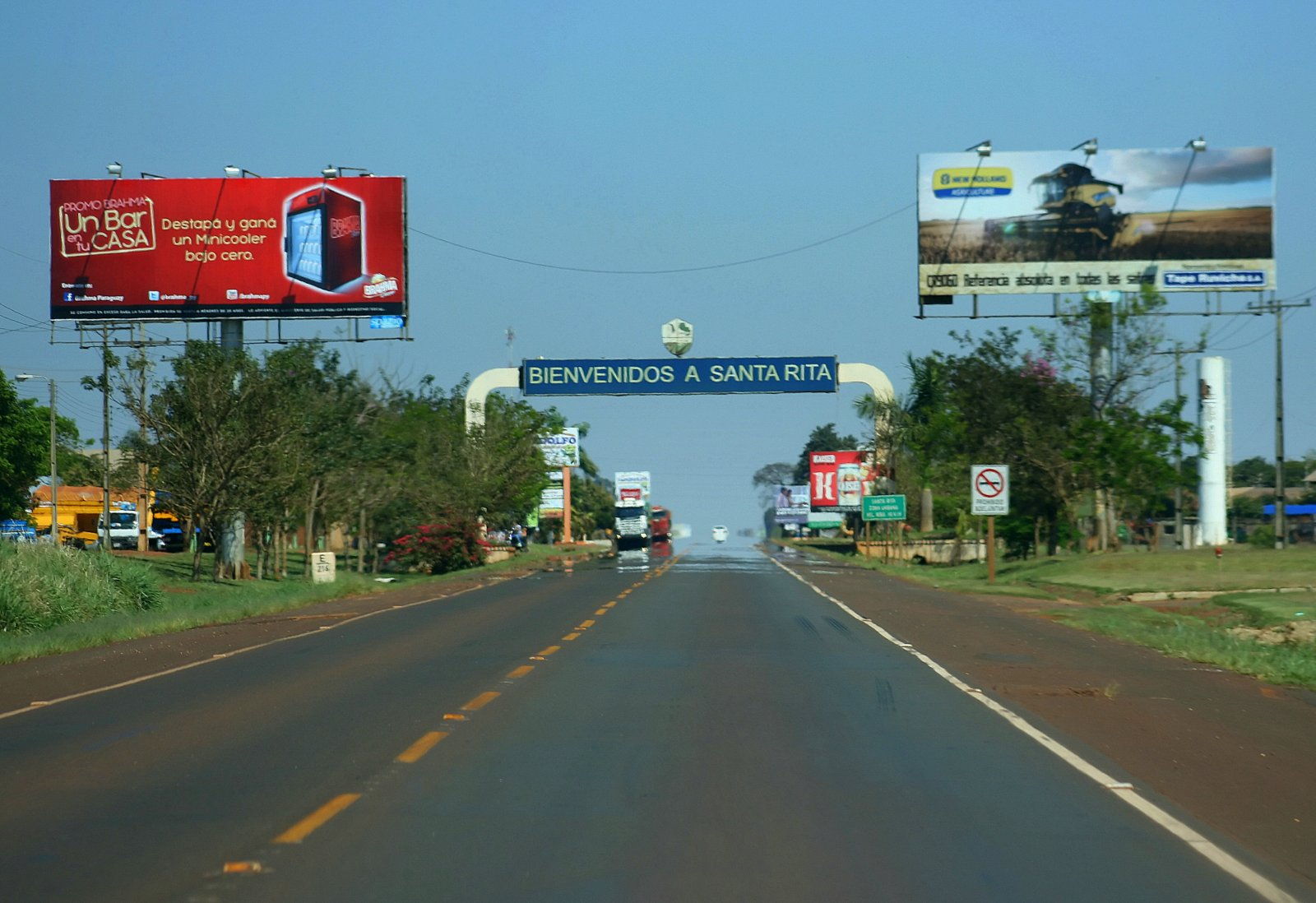
Portal de Entrada - Barrio Campiña Verde

Santa Rita se divide administrativamente en un total de 42 barrios, de los cuales 20 se encuentran en la zona rural y 22 en la zona urbana.
| 1  | San José             | 22 | Buen Jesús                |
| 2  | Portal Sinuelo       | 23 | Villa Nueva               |
| 3  | Sinuelo              | 24 | Fulgencio R. Moreno       |
| 4  | Carmelitas           | 25 | San Miguel 1              |
| 5  | Fracción La Amistad  | 26 | Santa Lucía               |
| 6  | Esquina Gaucha       | 27 | Línea Jakare              |
| 7  | Unión                | 28 | Línea La Torre            |
| 8  | Bella Vista          | 29 | Esquina Gaucha del Karaja |
| 9  | Centro               | 30 | Karaja                    |
| 10 | San Ramón            | 31 | Nueva Asunción            |
| 11 | Jardín América       | 32 | 14 de mayo                |
| 12 | El Colono            | 33 | Fracción Ramos I          |
| 13 | Nueva Esperanza      | 34 | Fracción Ramos II         |
| 14 | Nueva Santa Rita     | 35 | Fracción Ramos III        |
| 15 | Fracción Schneider   | 36 | Caacupemi                 |
| 16 | Fracción Shultz      | 37 | San Vicente               |
| 17 | Fracción Dewes       | 38 | Santa Lourdes             |
| 18 | Fracción Scalia      | 39 | Cerro Largo               |
| 19 | Los Trigales         | 40 | San José                  |
| 20 | Alejandrino          | 41 | Campiña Verde             |
| 21 | Fracción Santa Lucía | 42 | Bueno de Ramos            |

## Economía

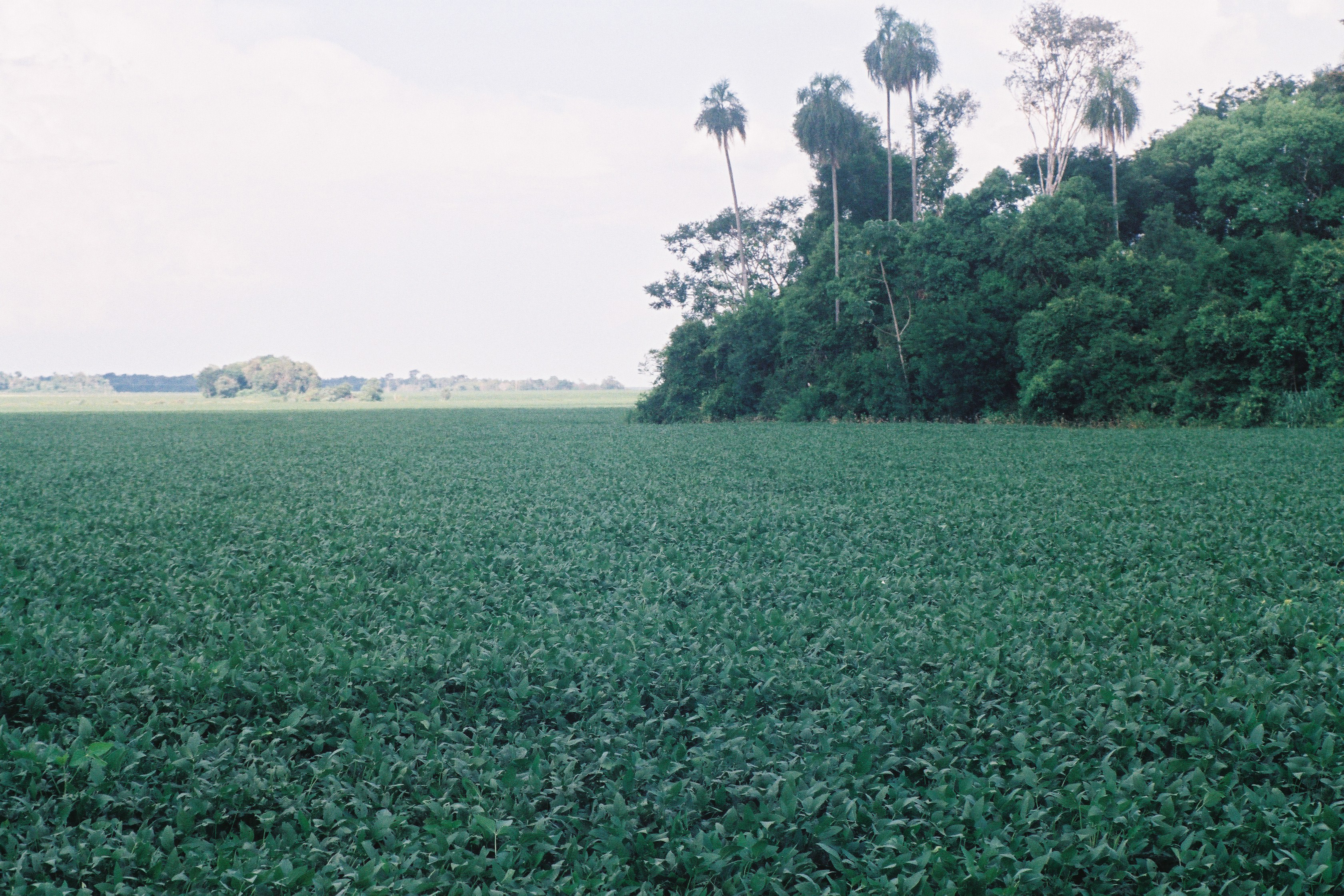
Plantación de soja

En Santa Rita se realiza la segunda mayor exposición anual de Paraguay, la «Expo Santa Rita», que recibe en cada edición cerca de cien mil visitantes. 
La agricultura y la ganadería son las principales actividades económicas de la zona, la ganadería es de muy alta calidad genética.
Ciudad conocida como la Capital del Progreso en Paraguay. Los principales productos de la región son soja, maíz, canola, girasol y otros. Presentando también significativo crecimiento en los sectores industrial, comercial y de prestación de servicios.
Es una zona de importante de producción porcina y avícola, por lo que el uso de tecnología y capital aporta valor agregado a la elevada producción de granos, cerdos y aves.
Santa Rita en un polo de los agro negocios de la región sur del Alto Paraná, cuenta con innumerables empresas del sector agrícola para insumos tales como semillas, fertilizantes entre otros. 
Santa Rita ha logrado un considerable nivel de desarrollo en los últimos años, se han instalado en la ciudad importantes casas bancarias y financieras, casas de cambios monetarios, hoteles, hospitales, instituciones educativas, centro de acopio y distribución de productos e industrias.El nivel de vida de los habitantes de la ciudad es muy alto.

## Turismo

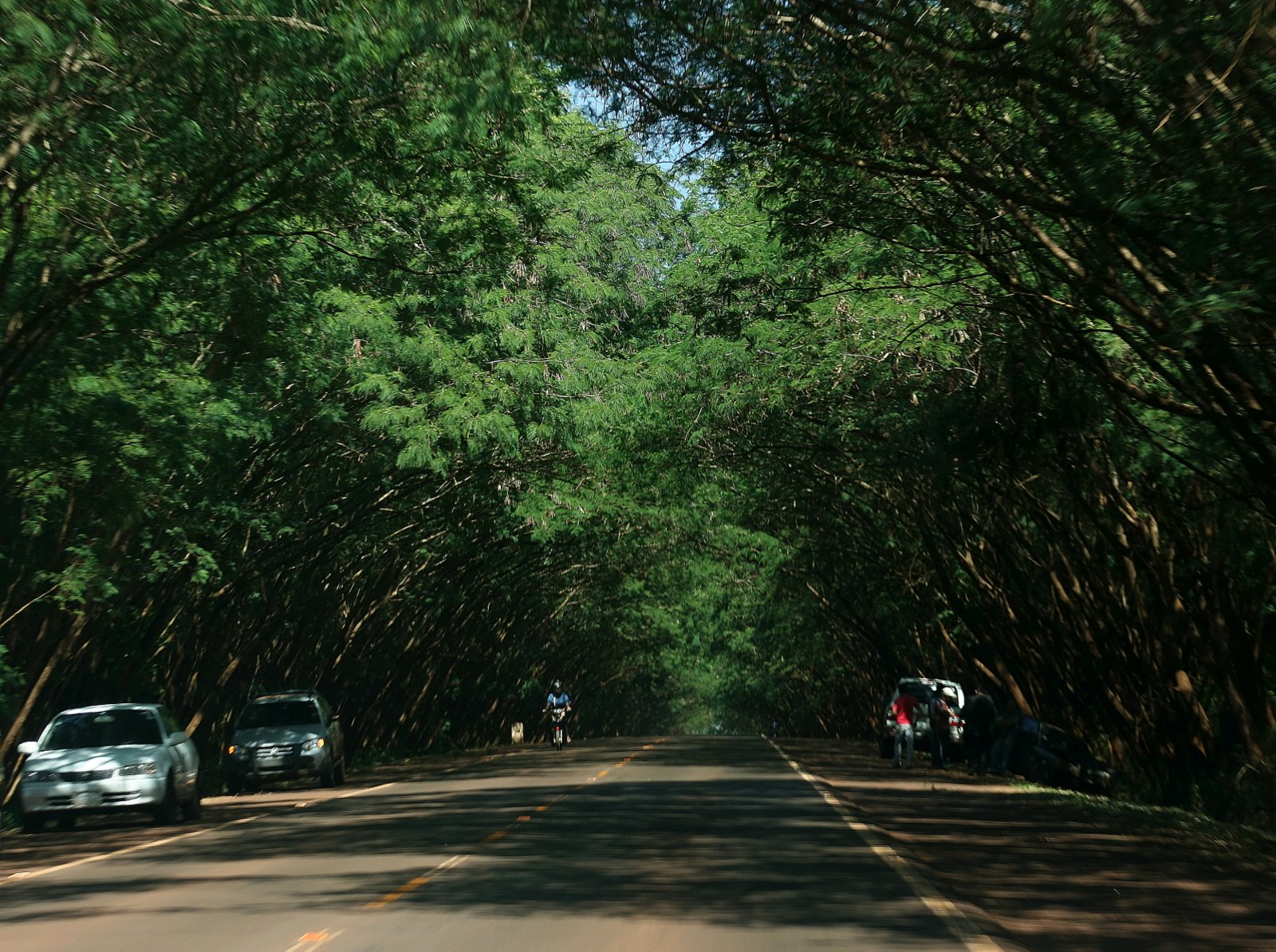
Túnel Verde - Barrio 14 de Mayo

La Expo Santa Rita, es la segunda exposición anual más importante que se realiza en Paraguay con respecto a la cantidad de visitantes pero en respecto a negocios es la mayor del país con ganancias de 300.000.000 de dólares por año . Recibe anualmente miles de visitantes. En la exposición puede apreciarse la producción agrícola, ganadera e industrial de la región.
Este evento tiene como principales objetivos la promoción de las tradiciones culturales del país, de las leyendas, de las danzas y las músicas y canciones, y de las costumbres propias del folclore; además, está orientado a estimular el incremento de la calidad de los productos elaborados en la zona a través de la cooperación entre los productores.
Otro aspecto importante en cuanto al turismo son las actividades orientadas a la naturaleza. Existen a orillas del río Monday, zonas de camping y balnearios, además de hoteles bien equipados. En la zona también se realiza el turismo rural.
Santa Rita ha logrado progresar en pocos años la calidad de vida de sus habitantes como un pujante centro urbano.
La ciudad tiene una baja actividad nocturna pero al mismo tiempo, una buena vida nocturna pues cuenta con restaurantes y discotecas, además de plazas útiles para caminatas, recreación y otros tipos de esparcimiento. 

### Cómo llegar
Desde Asunción se llega a la ciudad de Santa Rita por la ruta PY02 «Mcal. José Félix Estigarribia» tomando luego la PY06 «Dr. Juan León Mallorquín», 40 km al sur. 
Desde Ciudad del Este, se llega por la ruta PY02, hasta el «km 30», y ahí se toma la ruta PY06, camino a Encarnación, 40 kilómetros.

## Educación

### Educación Básica y Media
La ciudad cuenta con varios colegios y escuelas públicas y privadas. La primera Escuela data del año 1975, la Escuela Graduada 1933 Santa Rita, donde iniciaron con 31 alumnos a cargo de la Prof. Isabel Herbina. Existen varias entidades educativas en todo el distrito y cabe destacar las principales del casco urbano:
- Escuela Básica N° 2703 Santa Teresa
- Escuela Santa Lucía
- Escuela Nacional San Carlos N.º 3812
- Colegio Nacional Santa Rita de Casia.
- Colegio Nacional Santa Rita (conocido popularmente como Liceo).
- Colegio Nacional 14 de Mayo

Existen varias entidades educativas privadas de educación básica y media tales como el:
- Instituto Privado Paraguay Brasil
- Instituto Privado Santa Cecilia
- Centro Educativo Integral Alemán Staufenberg
- Colegio Integral Privado Crecer.

### Educación Terciaria
Santa Rita posee filiales de la Universidad Nacional del Este, como las facultades de Economía, Filosofía y Derecho, que a su vez imparten las carreras de contabilidad, administración, economía, matemáticas, psicología, filosofía y derecho. Instituto de Formación Docente Santa Rita del Monday: cuenta con Profesorado de Educación Escolar Básica, Educación Física, Formación Docente Continua: Técnico en Evaluación Educativa y Habilitación Pedagógica, Capacitación en TIC.
También, la ciudad es sede de:
- La Universidad Politécnica y Artística (UPAP) Cuenta con las facultades de Ciencias Empresariales, Ciencias Jurídicas, Ciencias Sociales y Humanidades, Facultad de Artes y Tecnología entre otras.
- La Universidad Católica Nuestra Señora de la Asunción, en calidad de filial, el cual cuenta con la carrera de contabilidad, administración, comercio exterior, derecho entre otras.
- La Universidad Privada del Este; con carreras administrativas, contables, Ing. agronómica y de especializaciones
- La Facultad de Ciencias de la Salud «San Patricio de Irlanda del Norte», con las carreras de enfermería, farmacia, nutrición, fisioterapia y radiología.